# Маркт-Швабен
Маркт-Швабен (нім. Markt Schwaben) — громада в Німеччині, розташована в землі Баварія. Підпорядковується адміністративному округу Верхня Баварія. Входить до складу району Еберсберг.
Площа — 10,87 км2. Населення становить 13 820 ос. (станом на 31 грудня 2020).